# Nyctemera ehromis
Nyctemera ehromis är en fjärilsart som beskrevs av Arnold Pagenstecher 1901. Nyctemera ehromis ingår i släktet Nyctemera och familjen björnspinnare. Inga underarter finns listade i Catalogue of Life.